# Guerra de montaña
Guerra de montaña se refiere a la guerra en las montañas o en los relieves accidentados. Este tipo de guerra es también llamada guerra alpina, por las montañas de Alpes. La guerra de montaña es uno de los tipos más peligrosos de combatir[cita requerida] ya que implica sobrevivir no sólo al combate contra el enemigo sino también al tiempo extremo y al relieve peligroso.
Las cadenas montañosas son de importancia estratégica, ya que a menudo actúan como un borde natural y también pueden ser el origen de una fuente de agua —por ejemplo, Altos del Golán: conflicto por el agua—. Atacar una posición enemiga preparada en terreno montañoso requiere una mayor proporción de soldados atacantes a soldados defensores que una guerra llevada a cabo en una superficie plana. Las montañas en cualquier época del año son peligrosas: relámpagos, fuertes ráfagas de viento, caídas de rocas, avalanchas, nieve, hielo, frío extremo, glaciares con sus grietas y el terreno irregular y el lento ritmo de las tropas y el movimiento de materiales son todos adicionales amenazas a los combatientes. El movimiento, los refuerzos y la evacuación médica hacia arriba y hacia abajo en pendientes pronunciadas y áreas donde ni siquiera los animales de carga pueden alcanzar involucran un enorme esfuerzo de energía.

## Historia

### Historia temprana
Se dice que el término guerra de montaña surgió en la Edad Media después de que las monarquías de Europa encontraran difícil combatir a los ejércitos suizos en los Alpes porque los suizos podían luchar en unidades más pequeñas y tomaron posiciones ventajosas contra un enorme ejército inmanejable. Más tarde, guerrilleros, partisanos e irregulares que se escondieron en las montañas después de un ataque emplearon estilos similares de ataque y defensa, lo que dificultó la lucha de un ejército de asiduos. En la campaña italiana de Bonaparte y en la rebelión de 1809 en el Tirol, la guerra de montaña jugó un papel importante. 
Otro ejemplo de guerra de montaña fue el Cruce de los Andes llevado a cabo por el Ejército de los Andes comandado por el general José de San Martín en 1817. Una de las divisiones superó los cinco mil metros de altura.

### Primera Guerra Mundial

Frente italiano en 1915–1917: once Batallas del Isonzo y Asiago ofensiva. En azul, conquistas italianas iniciales.

La guerra de montaña volvió a aparecer en la Primera Guerra Mundial, cuando algunas de las naciones involucradas en la guerra tuvieron divisiones de montaña que hasta ahora no habían sido probadas. La defensa austrohúngara repelió los ataques italianos al aprovechar el terreno mayormente montañoso en los Alpes Julianos y los Dolomitas, donde la congelación y las avalanchas fueron letales.  Durante el verano de 1918, tuvo lugar en el frente italiano la batalla de San Matteo; esta batalla se libró en la elevación más alta de todas en la guerra. En diciembre de 1914, otra ofensiva fue lanzada por el comandante supremo turco Enver Pasha con 95.000–190.000 tropas contra los rusos en el Caucasus. Insistiendo en un ataque frontal contra las posiciones rusas en las montañas en el corazón del invierno, el resultado final fue devastador y Enver perdió el 86% de sus fuerzas. La conquista de Italia en la Segunda Guerra Mundial, el conflicto Siachen también fueron ejemplos de guerra de montaña a gran escala.

### Segunda Guerra Mundial
- Batallas de Narvik
- Kokoda Campaña de pista
- Operación Renntier
- Operación Gauntlet

### Conflicto de Cachemira
Desde la partición de India en 1947, India y Pakistán han estado en conflicto en la región de Cachemira. Han tenido tres guerras y numerosos adicionales escaramuzas o conflictos de frontera en la región de Cachemira se localiza en los Himalayas, la cordillera más alta en el mundo.
Las primeras hostilidades entre las dos naciones, en la guerra indo-pakistaní de 1947, mostraron que ambas estaban mal equipadas para combatir el frío, y mucho menos en las altitudes más altas del mundo. Durante la guerra chino-india de 1962, estallaron hostilidades entre India y China en la misma área.
La posterior guerra indo-pakistaní de 1965 entre India y Pakistán se libró principalmente en los valles de Cachemira en lugar de en las propias montañas, aunque tuvieron lugar varias batallas de montaña. En la guerra de Kargil (1999), las fuerzas indias trataron de expulsar a los oponentes que habían capturado los puestos de alta montaña. La guerra de poderes en 1999 fue la única guerra moderna que se libró exclusivamente en las montañas. Después de la guerra de Kargil, el Ejército indio implementó entrenamiento especializado en el uso de artillería en las montañas, donde los proyectiles balísticos tienen características diferentes a las del nivel del mar.

### Guerra de las Malvinas

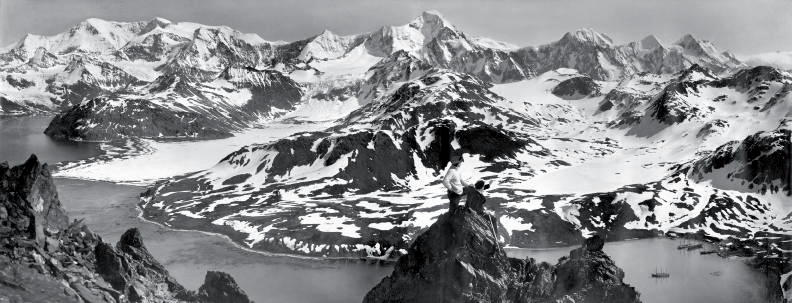
Paisaje de Georgia Del sur

La mayor parte de la guerra de las Malvinas tuvo lugar en las colinas en condiciones semiárticas en las Islas Malvinas. Sin embargo, durante la etapa inicial de la guerra, hubo una acción militar en la sombría isla montañosa de Georgia del Sur, cuando una expedición británica trató de expulsar a las fuerzas argentinas de ocupación. Georgia del Sur es una isla antártica, y el conflicto tuvo lugar durante el invierno austral, por lo que las condiciones alpinas prevalecieron casi hasta el nivel del mar. La operación —nombre en código Operación Paraquet— era inusual, ya que combinaba aspectos de la guerra anfibia de largo alcance, la guerra ártica y la guerra de montaña. Se trataba de varios buques, tropas de fuerzas especiales y helicópteros.

### Guerra de Afganistán

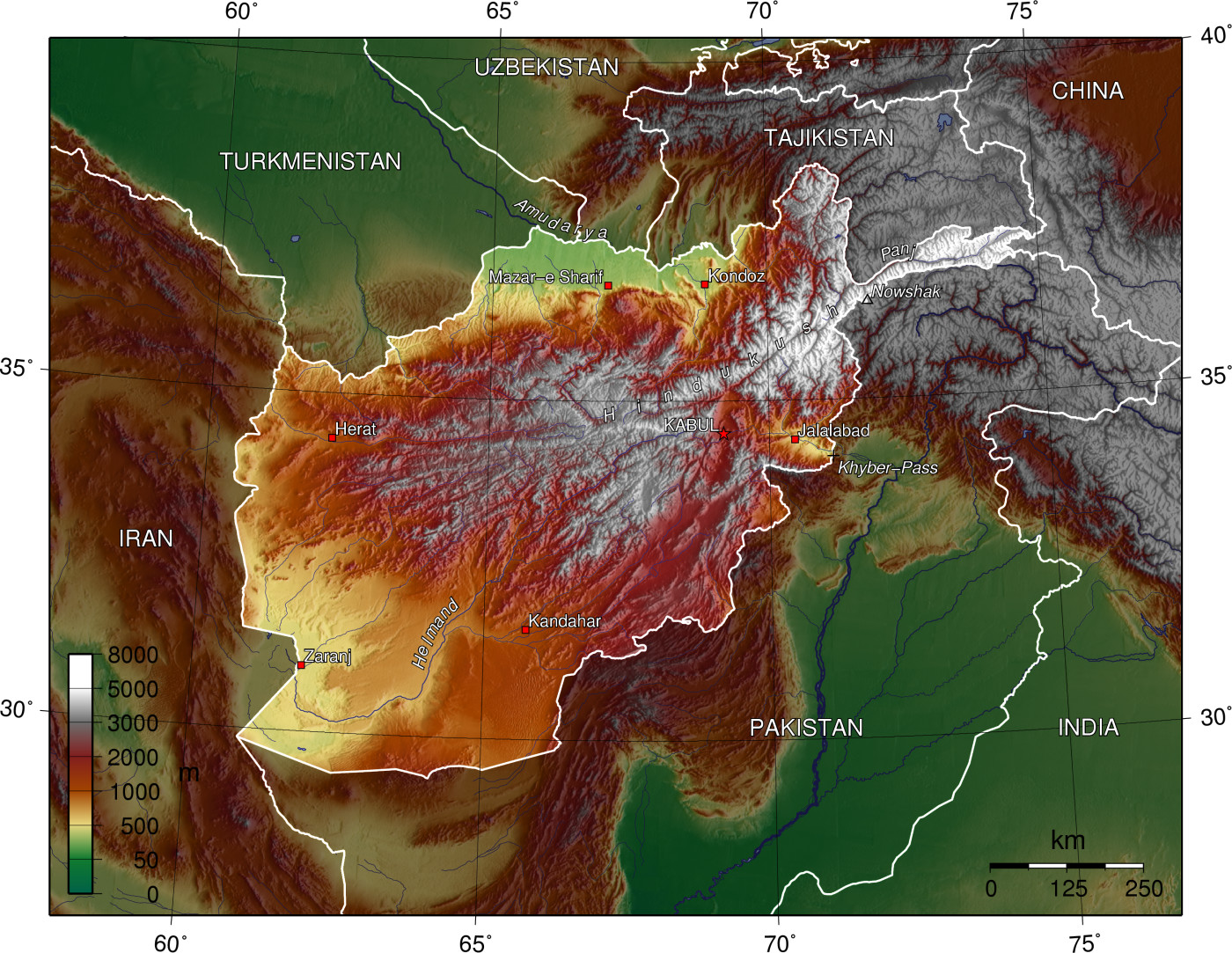
Topografía de Afganistán

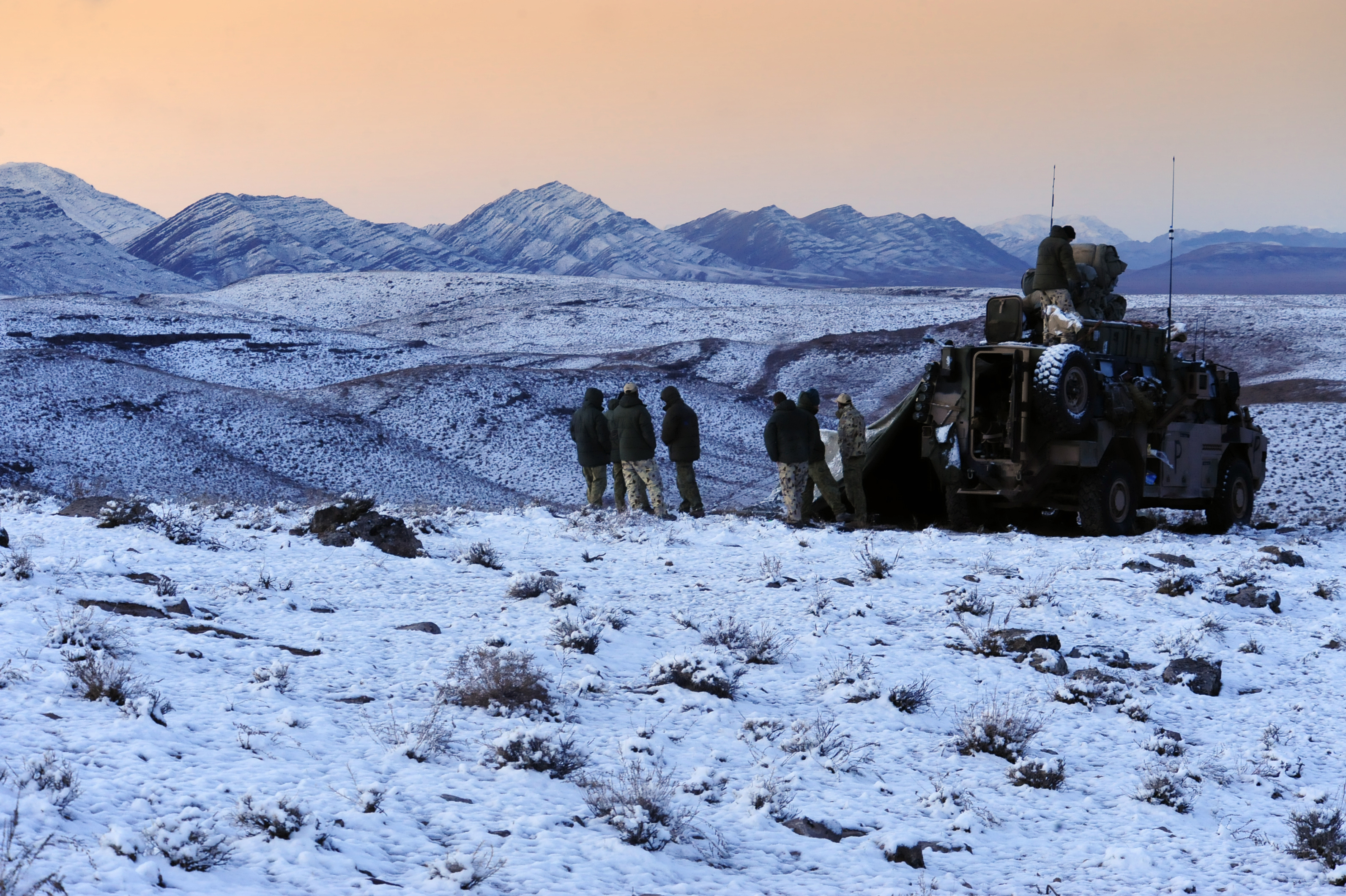
Patrulla australiana en las montañas de provincia de Urūzgān

A lo largo de la historia, pero especialmente desde 1979, se han llevado a cabo muchas operaciones de guerra de montaña en todo Afganistán. Desde la invasión de la coalición a Afganistán en 2001, estos han sido principalmente[cita requerida] en las provincias orientales de Kunar y Nuristan.
Kunar y el este de Nuristán son terrenos estratégicos. El área constituye una importante ruta de infiltración en Afganistán, y los insurgentes pueden[cita requerida] ingresar a estas provincias desde cualquier número de lugares a lo largo de la frontera pakistaní para acceder a una vasta red de valles fluviales. En esta parte de Afganistán —Comando Regional del Este—, el Ejército de los Estados Unidos adopto un estilo híbrido de guerra de montaña que incorpora la teoría[cita requerida] de la contrainsurgencia —COIN—, en la que la población es primordial como el centro de gravedad en la lucha. En la contrainsurgencia, apoderarse y mantener el territorio es menos importante que evitar bajas civiles. El objetivo principal de la contrainsurgencia es asegurar el respaldo de la población y, por lo tanto, legitimar al gobierno en lugar de centrarse en derrotar militarmente a los insurgentes. La doctrina de contrainsurgencia ha resultado difícil de implementar en Kunar y Nuristan. En las regiones montañosas escasamente pobladas del este de Afganistán, los estrategas han argumentado a favor de mantener el terreno elevado, un principio de la guerra de montañas clásica. El argumento sugiere que si el contrainsurgente no le niega al enemigo el terreno elevado, entonces los insurgentes podrán atacar a voluntad. En las regiones de Kunar y Nuristan, las fuerzas estadounidenses continúan persiguiendo un estilo híbrido de guerra de contrainsurgencia, con su enfoque en ganar corazones y mentes, y la guerra de montañas, por medio de la cual las fuerzas estadounidenses se apoderan y mantienen el terreno elevado.

## Entrenamiento para la guerra de montaña

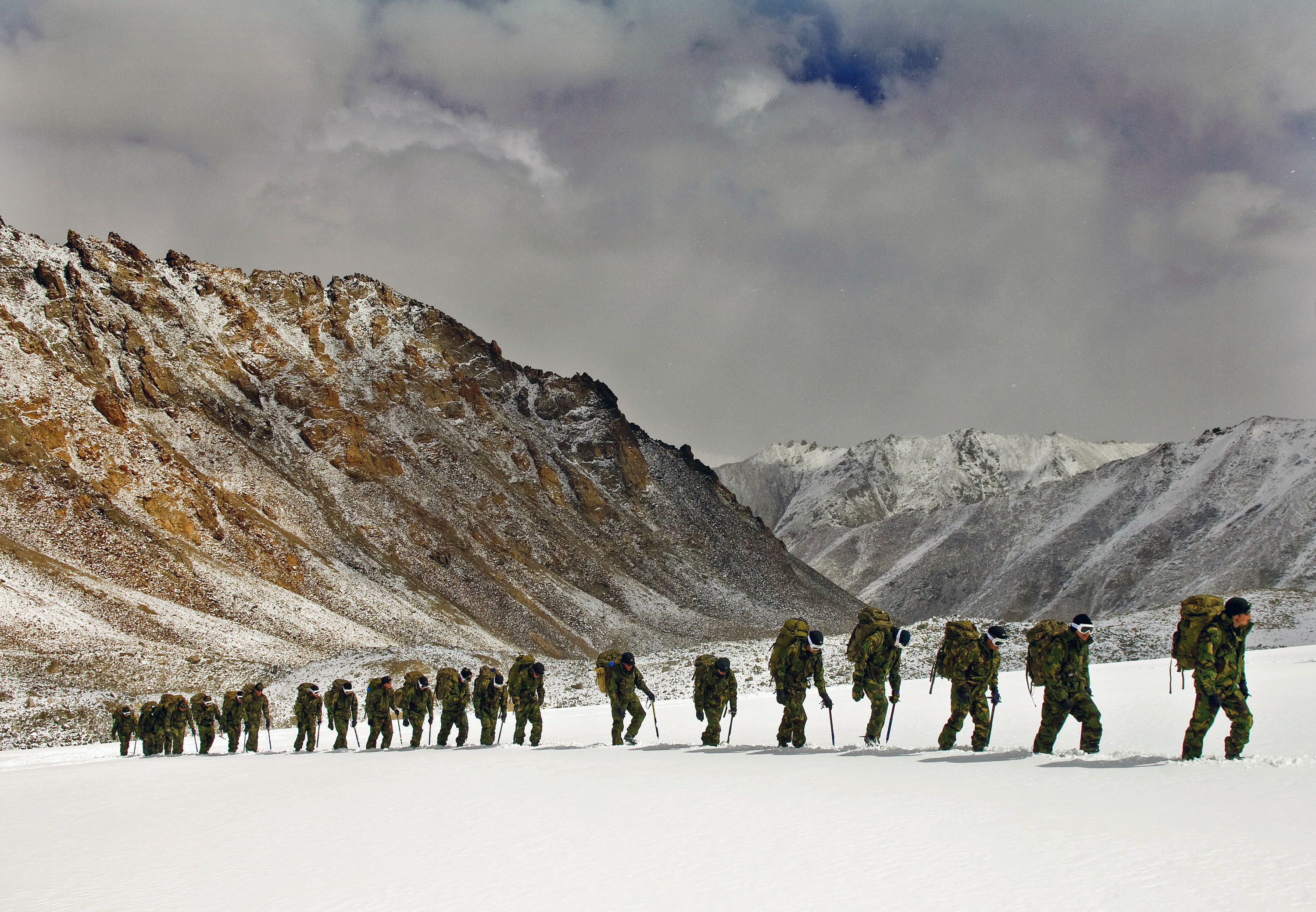
Marines reales entrenando en los Himalayas, 2007.

El gasto de entrenamiento de las tropas de montaña les impide estar en el orden de batalla de la mayoría de los ejércitos, excepto aquellos que razonablemente esperan luchar en ese terreno. El entrenamiento en la guerra de montaña es arduo y en muchos países es el dominio exclusivo de unidades de élite, como fuerzas especiales o comandos, que como parte de su cometido deberían tener la capacidad de luchar en terrenos difíciles —por ejemplo, los Marines Reales—. Las unidades regulares también pueden ocasionalmente emprender entrenamientos de esta naturaleza.

### Austria y Alemania

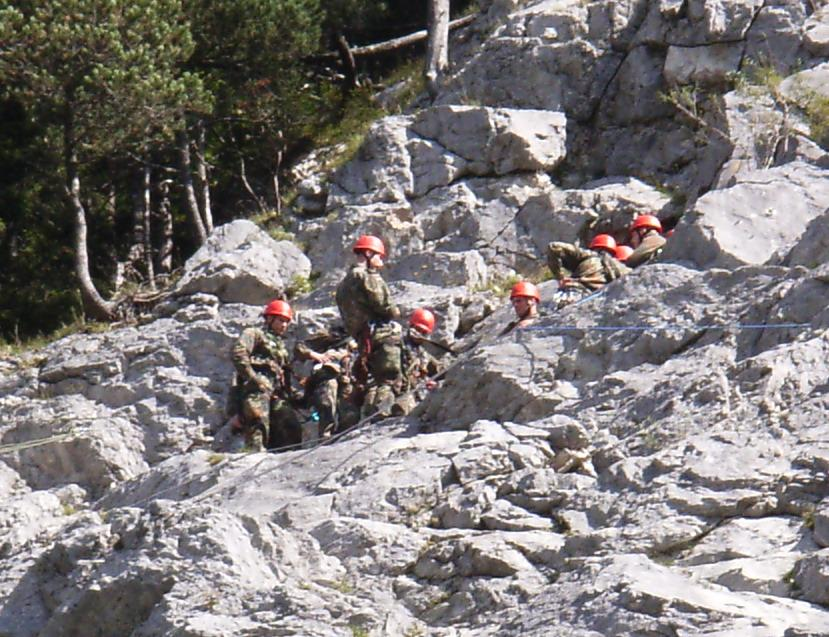
Gebirgsjäger del Ejército Alemán durante un ejercicio de escalada.

Gebirgsjäger es la palabra alemana para infantería de montaña —Gebirge significa «cordillera» y Jäger significa «cazador» o «guardabosques»—. La palabra Jäger es el término tradicional alemán para infantería ligera.
La infantería de montaña de Austria tiene sus raíces en los tres regimientos «Landesschützen» del Imperio austrohúngaro. La infantería de montaña de Alemania sigue ciertas tradiciones de los Alpenkorps (cuerpos alpinos) de la Primera Guerra Mundial. La infantería de montaña de ambos países comparte la insignia de Edelweiss. Fue establecido en 1907 como un símbolo de los regimientos de Landesschützen austro-húngaros por el emperador Franz Joseph I. Estas tropas llevaban sus Edelweiss en el cuello de sus uniformes. Cuando los Alpenkorps acudieron para ayudar a los Landesschützen a defender la frontera sur de Austro-Hungary contra el ataque italiano en mayo de 1915, Landesschützen agradeció a los hombres de los Alpenkorps y les otorgó su propia insignia: los Edelweiss.
Hoy en día las tradiciones de la infantería de montaña austriaca —Gebirgsjäger— son mantenidas por el 6.º Jägerbrigade en Innsbruck, subdividido en tres batallones —Jägerbataillon 23, Jägerbataillon 24 y Jägerbataillon 26—.
Honrando la tradición, tras la creación de la Bundeswehr en 1955, la infantería de montaña regresó como un brazo distintivo del ejército alemán. Hasta el año 2001, se organizaron como 1.ª División de Montaña. Gebirgsdivision, pero esta división fue disuelta en una reforma general. La unidad sucesora es Gebirgsjägerbrigade 23, que tiene su sede en Bad Reichenhall (Baviera Baviera). Los batallones de esta infantería de montaña están desplegados en el sur de Baviera.
Los soldados de la infantería de montaña llevan una gorra gris («Bergmütze») con un Edelweiss en su lado izquierdo. Esto los distingue de todos los demás soldados del ejército alemán que usan boinas. El uniforme formal, que se basa en los trajes de esquí tradicionales, también es diferente del uniforme militar alemán estándar, y consiste en una chaqueta de esquí, pantalones elásticos y botas de esquí.
El «Kaiserjägermarsch» («Marcha del Kaiserjäger») de 1914 es la tradicional marcha militar de la infantería de montaña alemana y austriaca.

### Brasil

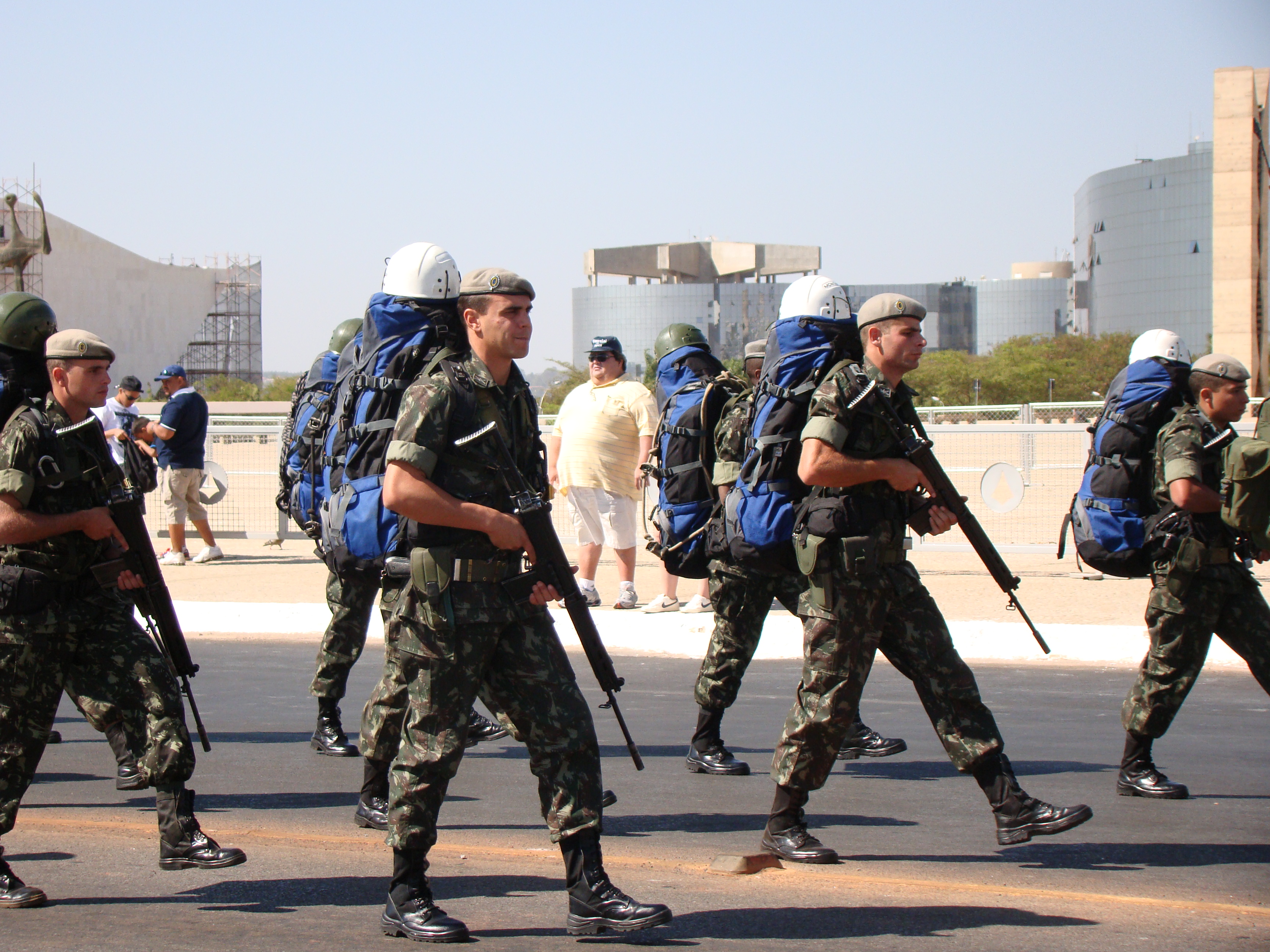
Infantería de Montaña brasileña durante el desfile de Día de la Independencia.

El 11.º Batallón de Infantería de Montaña, ubicado en São João del Rei —Minas Gerais—, organiza el entrenamiento de guerra de montaña del Ejército de Brasil. Han servido junto a la 10.ª División de Montaña de los Estados Unidos en las montañas de los Apeninos italianos en la Segunda Guerra Mundial, luchando en el Monte Castello y en el Montese. Este batallón desarrolla las técnicas de montañismo para el Ejército de Brasil. Los guías de montaña brasileños sirven también. El 11.º batallón tiene tropas desplegadas en Haití que integran la MINUSTAH.
El 11.º Batallón ofrece cuatro cursos para todas las Fuerzas Armadas de Brasil, incluidas las Fuerzas Auxiliares (Policía Militar y Cuerpo de Bomberos Militares). Los soldados de montaña brasileños llevan boinas grises y un uniforme camuflado del ejército brasileño con costuras reforzadas.
Los deberes de montaña en Brasil son coordinados por la 4.ª Brigada de Infantería Ligera (Montaña), en Juiz de Fora (Minas Gerais). Cubre el décimo Batallón de Infantería de Montaña Ligera, el 32 Batallón de Infantería de Montaña Ligera, el 11 Batallón de Infantería de Montaña, el 4.º Grupo de Artillería de Montaña, el 17.º Batallón Logístico de Montaña, el 4.º Escuadrón de Caballería de Montaña y la 4.ª Compañía de Comunicaciones de Montaña.

### Bulgaria
El 101.º Batallón Alpino de Bulgaria (búlgaro: 101-ви алпийски батальон), con sede en Smolyan, es actualmente la única unidad búlgara especializada en la guerra de montaña. Una característica única es su armamento: los rifles Mosin-Nagant, que fueron seleccionados debido a su excelente desempeño en la guerra de altura. El batallón también tiene morteros portátiles de 60mm.
La unidad tiene experiencia en el terreno de las montañas Ródope, y durante la Guerra Fría se entrenó ampliamente para operaciones contra las fuerzas griegas y turcas.

### Francia

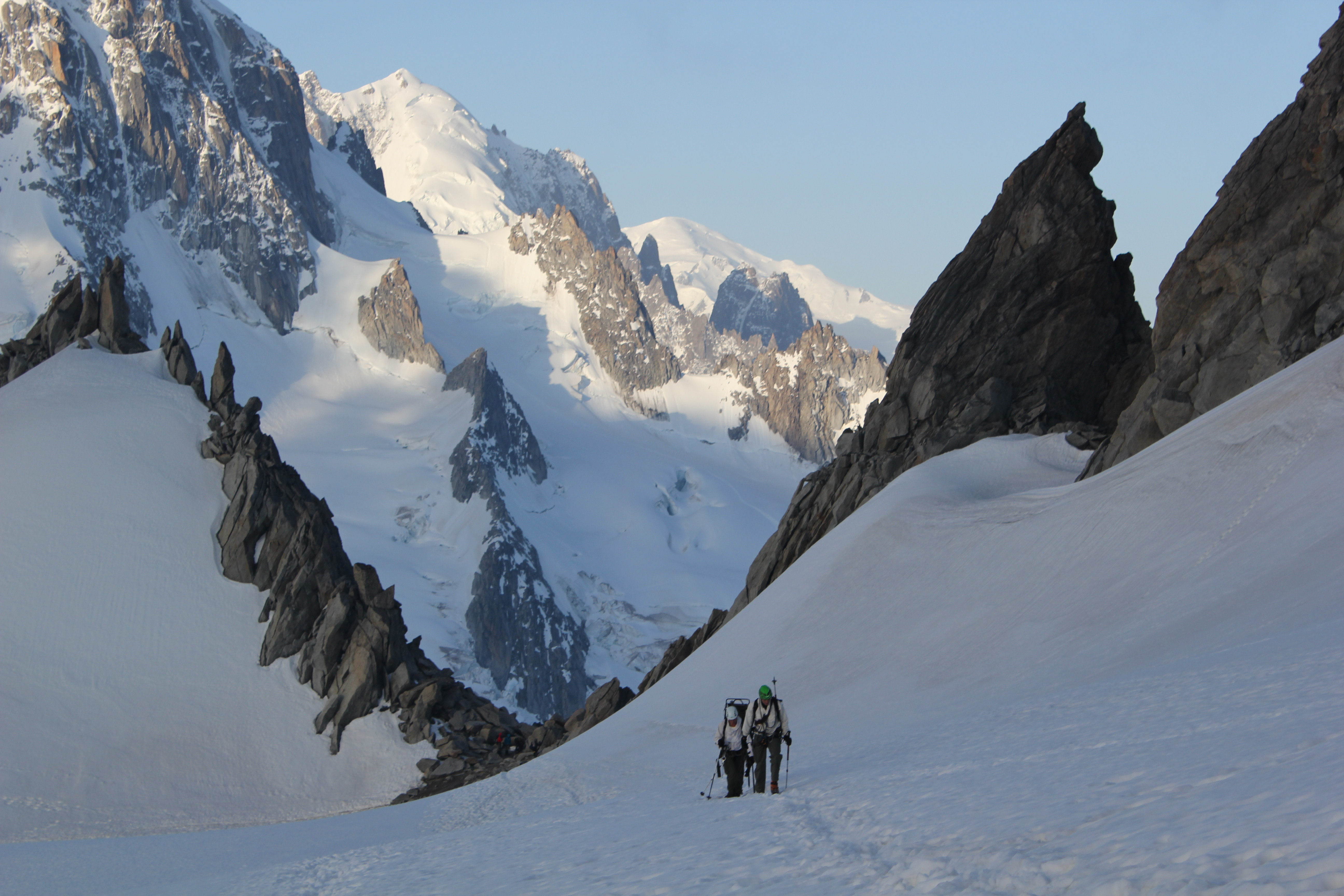
Entrenamiento en los Chasseurs alpins.

Hasta 1859, Italia no era todavía un estado unificado, sino una suma de reinos y repúblicas independientes —Reino de Nápoles, República de Venecia, Estados papales, etcétera—. La situación cambió con la unificación de Italia. Francia vio este cambio geopolítico como una posible amenaza desde el otro lado de la frontera de los Alpes, en parte como los italianos fueron los primeros en levantar un cuerpo de tropas de guerra de montaña: los Alpini.
La solución francesa fue crear su propio cuerpo de montaña para oponerse a una posible invasión italiana a través de los Alpes. Para el 24 de diciembre de 1888, una ley creó un cuerpo de troupes de montagne —«tropas de montaña»—. De los 31 batallones existentes de Chasseurs à Pied ('Hunters on Foot'), 12 fueron seleccionados para ser convertidos. Estas primeras unidades se llamaron Bataillons Alpins de Chasseurs à Pied ('Batallones alpinos de cazadores a pie'), que luego se acortaron a Bataillons de Chasseurs Alpins ('Batallones de cazadores alpinos').
Desde 1999 han sido (con otras unidades) parte de la 27.ª Brigada de Infantería de Montaña (Brigade d'Infanterie de Montagne), y actualmente están organizados en tres batallones:
- 7.º Batallón, Bourg-Saint-Maurice XIII Batallón, Chambéry  27.º Batallón, Cran-Gevrier (Annecy)

Los tres batallones se basan en ciudades en los Alpes franceses, por lo tanto el nombre de las unidades.
Los Chasseurs son reconocidos por su amplia boina (cuando no están en uniforme de batalla), llamada tarte ('pie'). El ejército británico adoptó la boina en la década de 1920 después de haber visto boinas similares que usaban los 70 Chasseurs Alpins (ahora disueltos).
Otras tropas de montaña en las fuerzas armadas francesas incluyen artillería (actualmente el 93.º Regimiento de Artillería de Montaña), caballería ligera (4ème Régiment de Chasseurs), el 2.º Regimiento de Ingenieros Extranjeros (2ème REG) y la 2.ª Compañía del 2.º Regimiento de Paracaidistas Extranjeros. La Gendarmería Nacional tiene sus propias unidades de montaña: PGM (Pelotón de Gendarmería de Montagne) y PGHM (Pelotón de Gendarmería de Haute Montagne) dedicada al rescate de montañas y la aplicación de la ley.

### Georgia

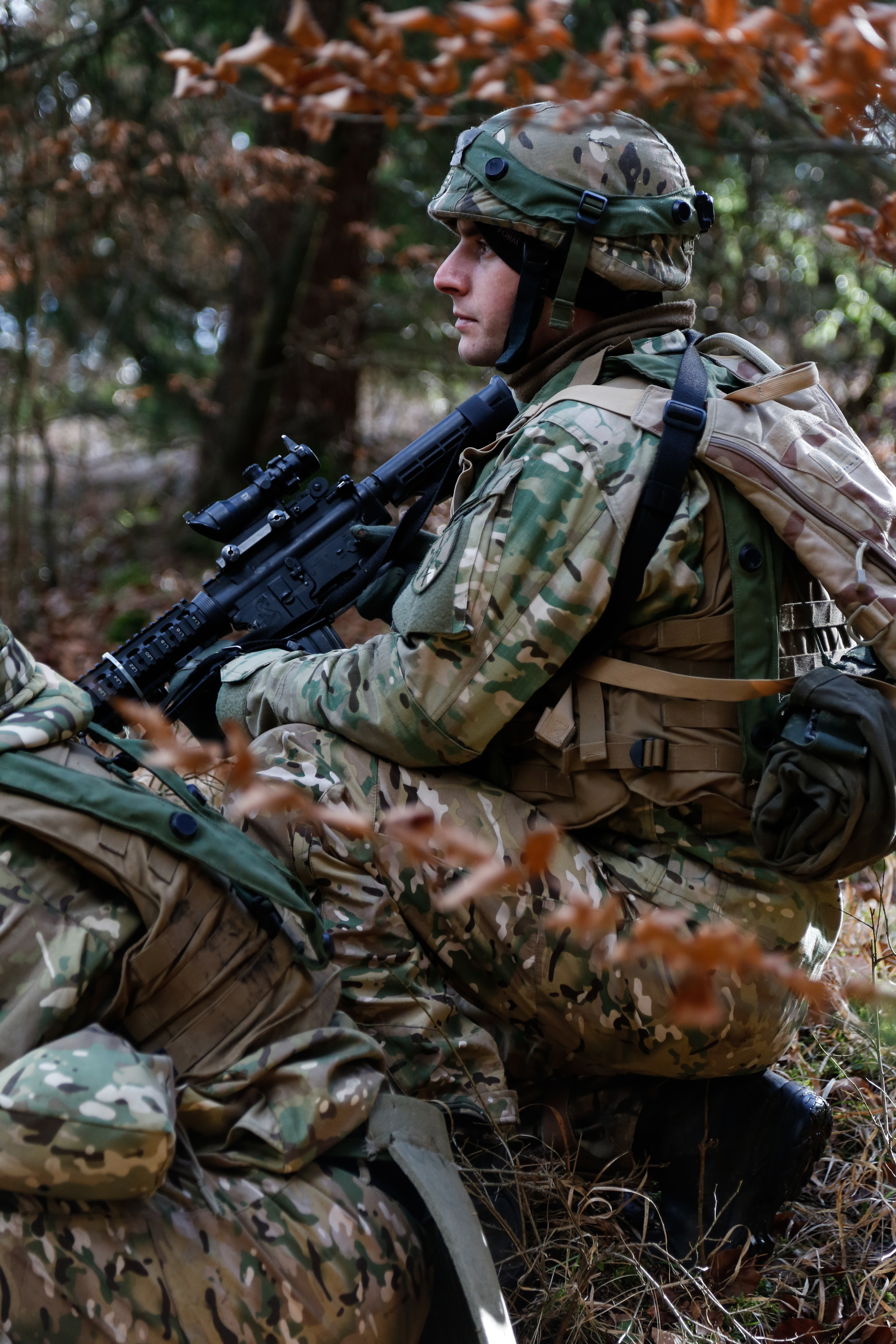
Un soldado del Batallón de Montaña Especial de Georgia en un ejercicio.

Georgia, ubicada en el Cáucaso Menor y dominada por terrenos accidentados y montañosos, tiene una larga historia de alpinismo. Los compromisos que involucran a los montañeses de Khevsurian y varias guerras partidistas se remontan al menos al Período Moderno Temprano, así como a las guerras fronterizas de principios del siglo XX. Las tropas de montaña soviéticas de Georgia desempeñaron un papel en la prevención de que las tropas del Eje cruzaran las montañas del Cáucaso durante la Batalla del Cáucaso en la Segunda Guerra Mundial.
En junio de 1991, el año en que Georgia declaró su independencia, se formó el 16 Batallón de Montaña en Sachkhere, sucediendo al Batallón Sachkhere. El XVI Batallón participó en todos los conflictos territoriales de la década de 1990 en Georgia, con 21 soldados muertos en cumplimiento del deber.
La escuela en sí misma se estableció oficialmente en 2006 sobre la base de una escuela de capacitación y readaptación de dos años antes en cooperación con sus homólogos franceses. Los instructores georgianos desde entonces entrenan y están siendo entrenados por instructores franceses en un programa de tres años, la escuela obtiene varios premios y certificados, entre ellos, un estatus como centro de entrenamiento de la OTAN para capacitar a instructores y tropas de otras naciones, incluidos miembros de la OTAN como Alemania. Polonia, Noruega y países socios. La Escuela de Guerra de Montaña también es responsable de proporcionar capacitación a las tropas de élite de los países de Georgia y de los países vecinos, así como a las unidades de policía y antiterroristas. Para conflictos y emergencias especiales, la escuela en sí misma es una fuerza fuerte de la compañía, que se considera una de las unidades más elitistas del ejército georgiano.
Las unidades de reconocimiento de cada brigada que también se consideran generalmente de élite han sido entrenadas en la guerra de montaña. Sin embargo, la formación más grande y reconocida especializada en esa área en particular es el Batallón de Montaña Especial de Georgia, que forma parte de las fuerzas especiales del país. De manera más severa, el Grupo de Fuerzas Especiales de la brigada ejerce la guerra de montaña y alpina.

### India
El Ejército de la India ha combatido numerosos conflictos en el Himalaya en Arunachal Pradesh y Jammu y Cachemira, mientras mantiene uno de los mayores contingentes activos de las fuerzas de guerra de montaña en el mundo. Los principales conflictos incluyen la guerra sino-india de 1962 y la guerra de Kargil en 1999. El glaciar Siachen es el campo de batalla más alto del mundo, con aproximadamente 3000 tropas indias en el despliegue de todo el año en el borde de un glaciar. Durante más de dos décadas, India y Pakistán han luchado numerosas escaramuzas en los territorios montañosos más inhóspitos, a altitudes de más de 6000 metros (20 000 pies) y a temperaturas tan bajas como -50 °C (-58 °F).
Debido a la inestabilidad en la región y la necesidad de despliegues permanentes en las regiones montañosas, las unidades de guerra de montaña de la India se expandieron después de la guerra de 1962, con la creación de seis divisiones de montaña. El ejército indio actualmente tiene diez divisiones dedicadas a la guerra de montaña (ocho divisiones de montaña y dos divisiones de ataque de montaña) y otra división de infantería destinada a operaciones de gran altitud. Cada división tiene una fuerza de personal de 10 000 a 13 000 soldados y consta de tres brigadas con 3000 a 4500 hombres cada una, que incluyen elementos de apoyo como señales, rector y unidades de inteligencia.
En 2008, el Ejército de la India aprobó planes para levantar dos divisiones de montaña adicionales, con objetivos que estarán operativos dentro de cinco años. Las dos divisiones debían tener activos aéreos extensivos, incluidos helicópteros de servicio, helicópteros de combate y helicópteros de ataque.
La Academia Militar de la India (IMA), Dehradun, conduce entrenamientos preliminares de montañismo y guerra de montaña para todos los Cadetes de Oficiales. Suspendido a finales de la década de 1980, el Campamento Bhadraj fue revivido en 1999 después de la guerra de Kargil. La culminación es un curso de una carrera de 40 km y escalar un acantilado de 5500 pies con un paquete completamente cargado por la noche. Para un entrenamiento más especializado, el Ejército opera la Escuela Parvat Ghatak en Tawang, Arunachal Pradesh. Dada la experiencia del Ejército indio en la guerra de montaña, las tropas de otras naciones entrenan y realizan regularmente ejercicios conjuntos en estas escuelas[cita requerida]

### Israel
La Unidad Alpinista es la unidad de montaña israelí. A diferencia de la mayoría de las Fuerzas de Defensa de Israel, los Alpinistas están compuestos por voluntarios, entrenados después de su tiempo de servicio estándar, no menores de 22–23.

### Italia

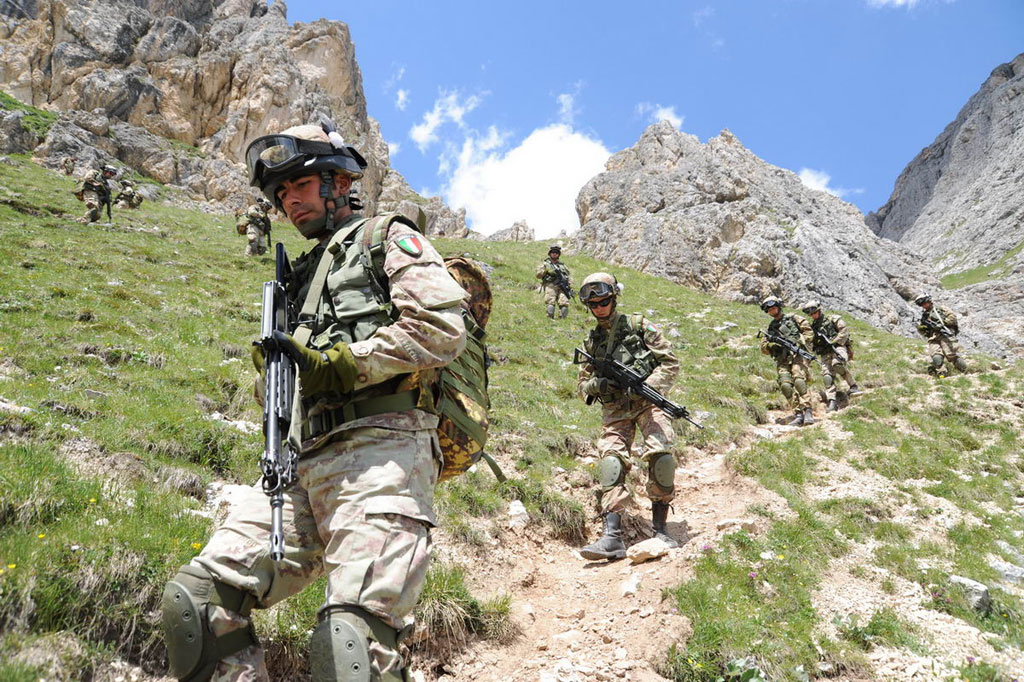
Italiano Alpini del 7.º Alpini Regimiento durante un ejercicio

Los Alpini (singular: Alpino) son la infantería de guerra de montaña de élite del ejército italiano. Actualmente están organizados en las brigadas alpinas Julia y Taurinense, que están subordinadas al Comando de las Tropas Alpinas.
Formados el 15 de octubre de 1872, para proteger las fronteras montañosas del norte de Italia, los "Alpini" son la infantería de guerra de montaña de élite activa más antigua del mundo. El 7 de junio de 1883, los Alpini fueron galardonados con el parche de collar fiamme verdi ("llamas verdes"), lo que los elevó a una especialidad dentro del Cuerpo de Infantería italiano. También se adoptó su distintivo tocado; el Cappello Alpino con su pluma negra, lo que los llevó a ser apodados Le Penne Nere ('las plumas negras').
Se distinguieron durante la Primera Guerra Mundial, ya que lucharon contra los soldados austro-húngaros en lo que desde entonces se ha denominado "Guerra en la nieve y el hielo". Durante la Segunda Guerra Mundial, los Alpini lucharon principalmente en el Frente del Este y se les pidió que mantuvieran el frente en las llanuras del río Don.
En la década de 1990, después del final de la Guerra Fría, tres de las cinco brigadas Alpini y muchas unidades de apoyo se disolvieron debido al proceso de reorganización del Ejército italiano. Actualmente, a pesar de tener algunas de las tropas de montaña mejor entrenadas y mejor equipadas del mundo, el papel militar de los Alpinos se ve en términos de misiones de mantenimiento de la paz e intervenciones de disputas menores.
El 4.º Regimiento de Paracaidistas de Alpini es una unidad de operaciones especiales especializada en asalto aéreo, comparable a los Rangers del Ejército de los Estados Unidos. Se originó en los pelotones de paracaidistas de Alpini en cada una de las cinco brigadas de Alpini, que se fusionaron el 1 de abril de 1964 en la Compañía de Paracaidistas Alpinos.
El Centro Addestramento Alpino Aosta es la escuela del Ejército responsable del entrenamiento de montaña de sus tropas. El 6.º Regimiento tiene su sede en Innichen en la provincia de Tirol del Sur y está subordinado directamente al Comando de Tropas Alpinas (COMALP). Funciona como un centro de entrenamiento de guerra de altura a nivel de la OTAN y administra las Áreas de entrenamiento en el Valle de Puster.

### Pakistán
En el Ejército de Pakistán, el entrenamiento de montaña se considera parte del entrenamiento general y se espera que todos los soldados y unidades sean competentes. Casi todas las unidades de todas las armas realizan excursiones en Cachemira (Pakistán administrada Cachemira) y Áreas del Norte, a menudo en tareas activas en la Línea de Control o Siachin. La Escuela de Gran Altitud del Ejército, en Rattu, en Pakistán, administrada en Cachemira, es un lugar ideal en la confluencia de los rangos de Hindukush, Himalaya y Karakorum. La escuela lleva a cabo entrenamientos durante todo el año e incluye escalada de montaña en picos que van desde 15,000 a 20,000 pies y sobrevivencia en terrenos glaciares y en condiciones de nieve y hielo.

### Polonia

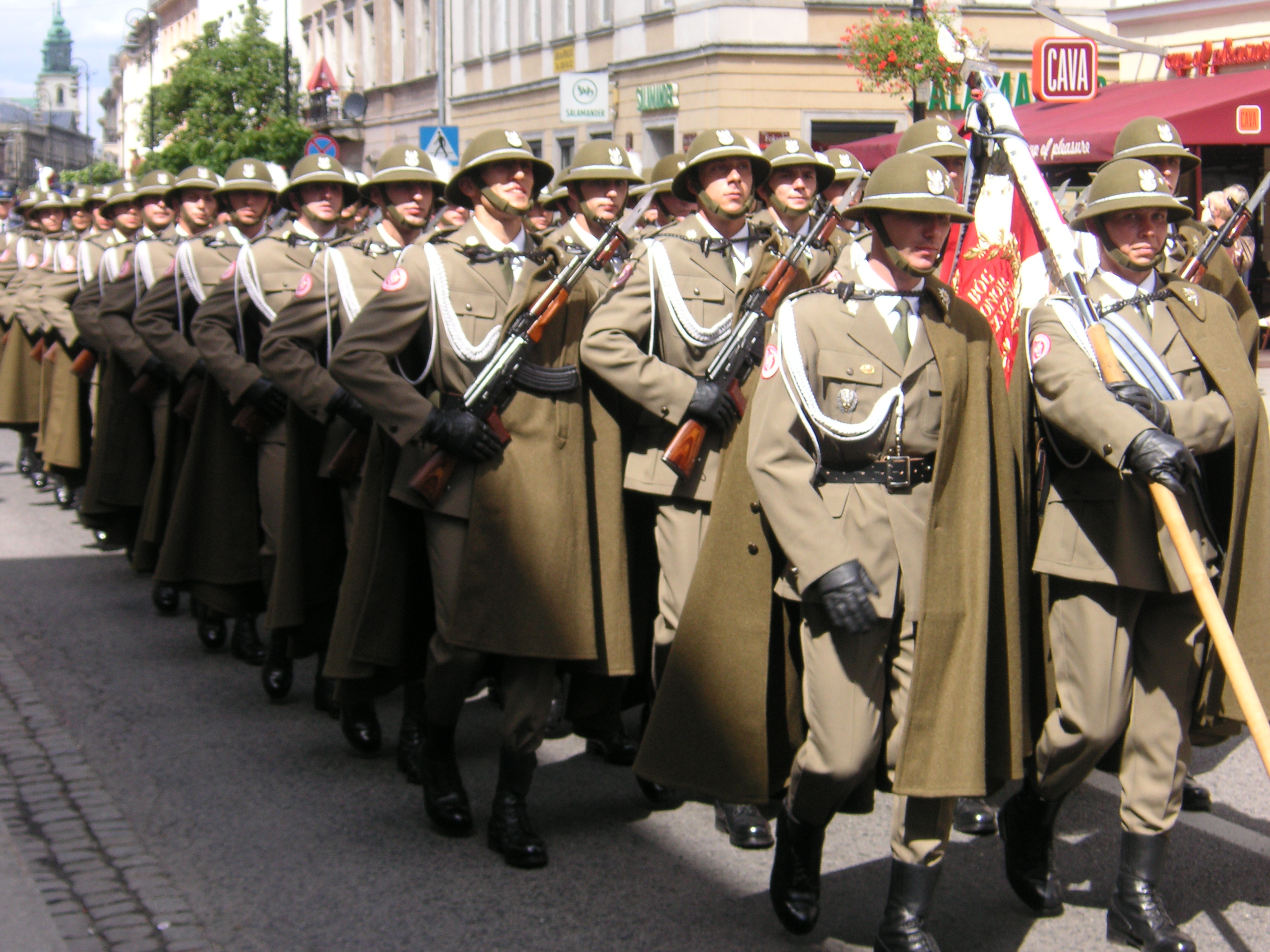
Soldados de Polonia 21.º Podhale Brigada de Rifles en vestido-traje, 2006

Los rifles Podhale (en polaco: strzelcy podhalańscy) es un nombre tradicional de las unidades de infantería de montaña del ejército polaco. Formados en 1918 por voluntarios de la región de Podhale, en 1919 los destacamentos más pequeños de los rifles Podhale fueron presionados en dos divisiones de infantería de montaña, la 21.ª de infantería de montaña y las 22 divisiones de infantería de montaña, así como en tres brigadas de infantería de montaña. Las unidades eran aproximadamente equivalentes a las tropas alemanas Gebirgsjäger. Actualmente el ejército polaco mantiene una brigada de infantería de montaña.

### Rumanía

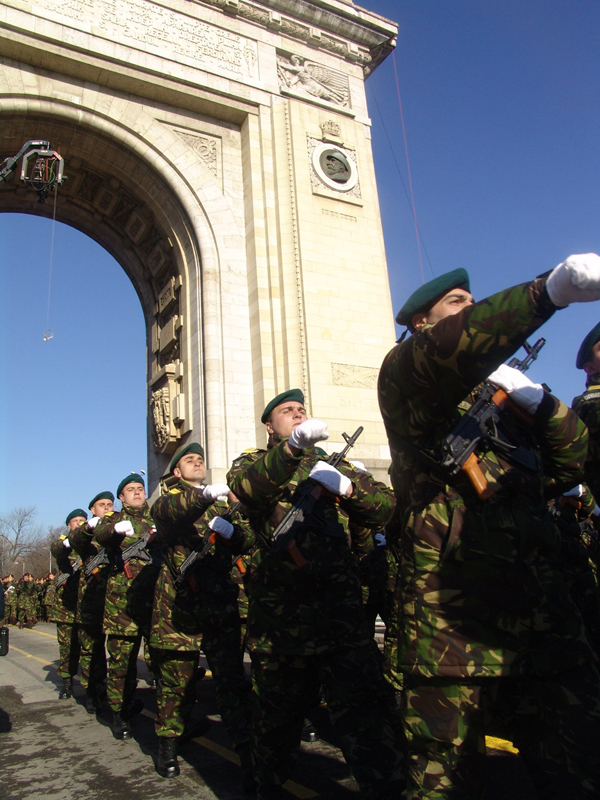
Rumano Vânători de Munte

Los Vânători de Munte ("Mountain Hunters / Rangers", pronunciación rumana: [vɨnəˈtorʲ de ˈmunte]) son las tropas de montaña de élite de las Fuerzas Terrestres Rumanas. Se establecieron por primera vez como un cuerpo independiente en 1916 durante la Primera Guerra Mundial, y comenzaron a funcionar en 1917 bajo la designación de Corpul de Munte.
Los Vânători de Munte vieron acción en la Segunda Guerra Mundial en el Frente Oriental en algunas de las batallas más duras, incluidas Sebastopol y Stalingrado, donde su desempeño estuvo a la altura de su reputación: prácticamente todos sus comandantes de nivel de brigada y más recibieron la Cruz del Caballero de la Cruz de Hierro.
Actualmente hay dos brigadas operativas, una subordinada al 1.º Cuerpo de Ejército Territorial (la 2.ª Brigada de Tropas de Montaña) y otra al 4.º Cuerpo de Ejército Territorial (61.ª Brigada de Tropas de Montaña). Las tropas de montaña están participando en misiones de paz en Afganistán.

### España
España tenía una brigada de tropas de montaña:
- Brigada de Cazadores de Montaña "Aragón" I (1.ª Brigada de Montaña)
- Regimiento de Cazadores de Montaña "Galicia" 64 (64.º Regimiento de Montaña)
- Regimiento de Cazadores de Montaña "América" 66 (66.º Regimiento de Montaña)
- Grupo de Artillería de Montaña I (1.ª Artillería de Montaña Battalion)
- Grupo Logístico de Montaña I (1.ª Montaña Logistic Battalion)
- Batallón de Cuartel General I (1.as Sedes Battalion)
- Unidad de Zapadores de Montaña 1 (1.ª Montaña Sapper Compañía)

### Suecia
Las montañas constituyen casi la mitad del área de Suecia, incluida su frontera norte. Las habilidades de guerra de invierno y de montaña siempre fueron importantes para el país. Entre 1945 y 2000, Suecia formó y desplegó varias compañías por año en la Escuela de Guardabosques del Ejército y luego en el regimiento Laponia / Ártico de Montaña (I22) en Kiruna (ubicada a unos 150 kilómetros al norte del Círculo Ártico en Laponia). La escuela / regimiento se basó en las experiencias adquiridas durante la Segunda Guerra Mundial al vigilar y patrullar las montañas del norte y las regiones montañosas deshabitadas del interior, así como la infantería ligera y las peleas de esquí en Finlandia en las guerras contra la Unión Soviética. Más tarde, el ejército en su conjunto se benefició de la Escuela de Guardabosques del Ejército, ya que los oficiales de mando y entrenamiento, así como las unidades de combate completas emprendieron el entrenamiento allí. También se organizaron intercambios con unidades similares en, por ejemplo, Finlandia, Noruega, Alemania, Austria, Suiza, Francia, el Reino Unido y los Estados Unidos.
Como parte de las reducciones de las principales fuerzas armadas en 2000, el regimiento de guardabosques de Laponia (I22) en Kiruna se disolvió, y se desactivaron sus unidades de campo de la compañía y de batallones entrenados y equipados. Más recientemente, el ejército ha creado un pelotón de montaña dedicado. Ahora se basa en el destacamento de guardabosques (conocido como Arméns Jägarbataljon o simplemente AJB) en Arvidsjaur (ubicado a 100 kilómetros al sur del Círculo Ártico); dado que AJB es un destacamento, es parte del Regimiento Norrbotten (I 19) en Boden. La tarea de este único batallón es guiar a otras unidades más pequeñas en las montañas, además de realizar tareas de reconocimiento y combate.

### Turquía
El ejército turco tiene una brigada especializada en la guerra de montañas —Brigada de Comandos de Bolu— ubicada en la ciudad de Bolu, en el noroeste de Turquía, que en realidad opera en la provincia de Hakkari y el norte de Irak. La Brigada de Comandos de la Montaña Hakkari realiza principalmente operaciones de lucha contra el terrorismo en esta región extremadamente accidentada del sureste de Turquía, con una elevación promedio de 3500 metros —11 500 pies— y temperaturas de invierno inferiores a −30 °C (−22 °F). Los oficiales y soldados de esta brigada, así como otras tropas, son entrenados en Egirdir Mountain y Commando School en Egirdir, cerca de la ciudad de Isparta. La capacitación y las instalaciones ofrecidas por la escuela son utilizadas por otros miembros de la OTAN y países no pertenecientes a la OTAN, como Pakistán, Azerbaiyán y algunos países de Europa del Este.
La Brigada de Comandos de la Montaña Hakkari ha estado a la vanguardia de las operaciones de lucha contra el terrorismo contra la organización militante PKK desde fines de la década de 1980, y ha participado en varias operaciones transfronterizas e incursiones en Irak para perseguir a los militantes del PKK. Más recientemente, en febrero de 2008, la brigada participó en la Operación Sol, en la que 10 000 tropas de las fuerzas armadas turcas ingresaron y tomaron temporalmente el territorio iraquí utilizado por el PKK. Toda la operación se llevó a cabo en la región del norte de Irak, cerca de las montañas Qandil, en condiciones extremas de invierno.

### Reino Unido
En el Reino Unido, los Marines Reales son la principal unidad regular entrenada en la guerra de montaña y el clima frío, y cuentan con un cuadro de instructores especializados: el Cuadro de Entrenamiento de Líderes de Montaña. La capacidad es desplegada por Brigada de Comandos 3. El Ejército Británico también tiene las tropas de montaña de escuadrones del Servicio Aéreo Especial. Durante la Guerra Fría, los marines reales fueron asignados al flanco norte de la OTAN; su tarea era formar parte de la fuerza que defendía la región montañosa nórdica de la Unión Soviética.

### Estados Unidos

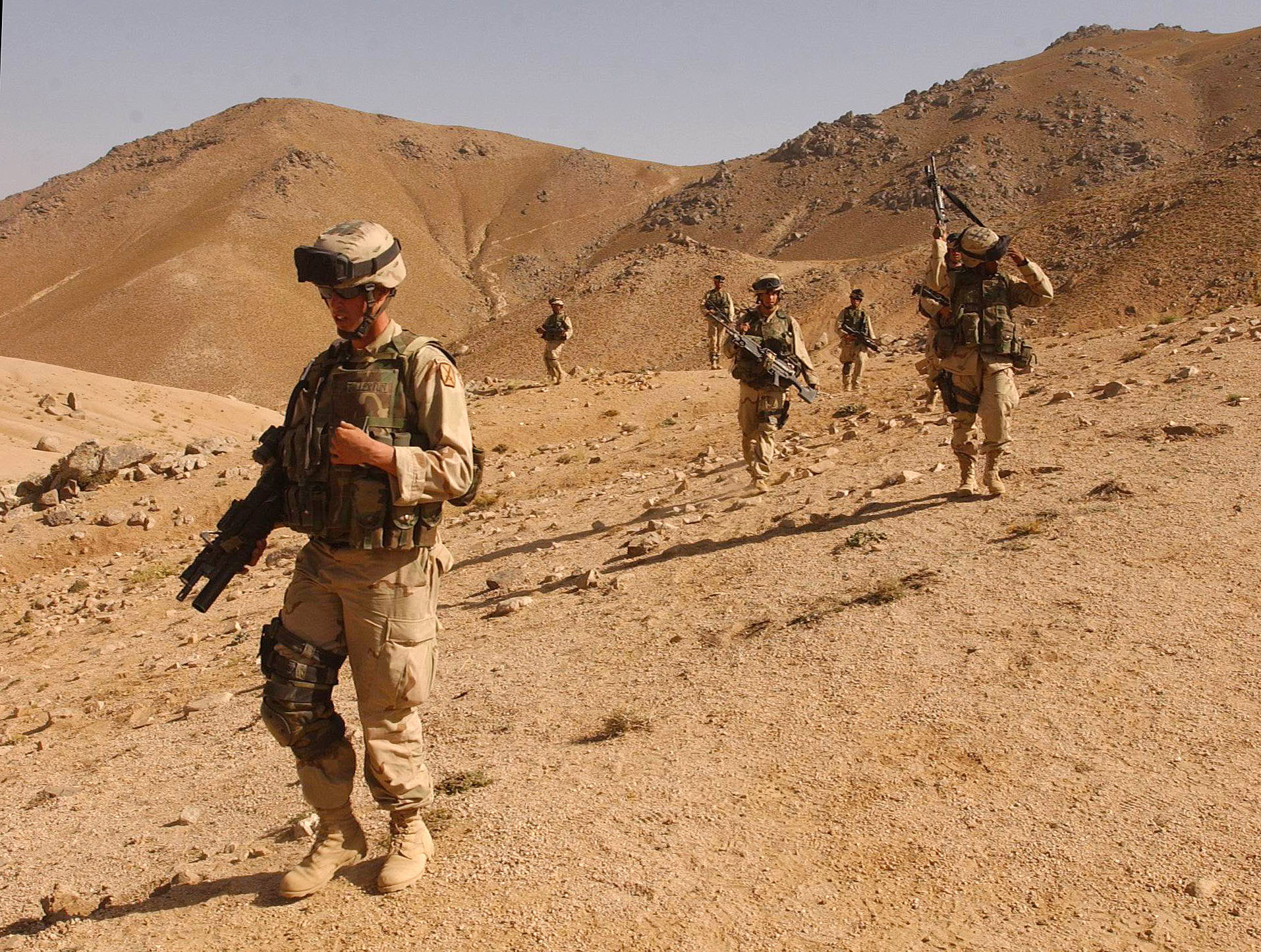
Miembros de 10.ª Montaña en Afganistán durante la Operación Serpiente de Montaña (12 de septiembre de 2003)

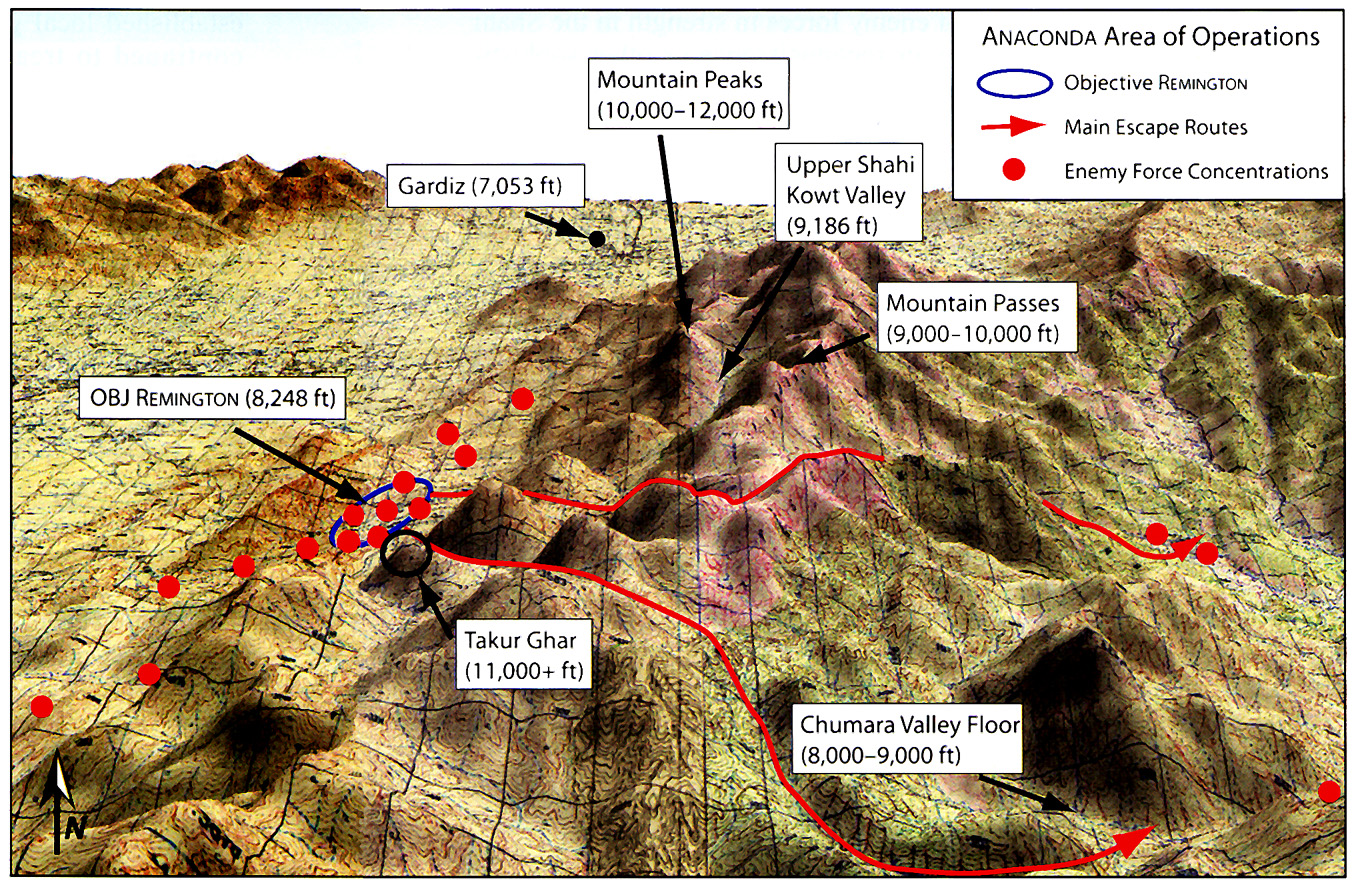

La Décima División de la Montaña sirvió en las montañas de los Apeninos italianos en la Segunda Guerra Mundial. La Guardia Nacional del Ejército tiene el Equipo de Combate de Brigada de Infantería de Montaña 86 que consiste en batallones alrededor de Nueva Inglaterra.
En los Estados Unidos hay cuatro instalaciones de entrenamiento dedicadas a prepararse para la guerra y el clima frío: la Escuela Avanzada de Operaciones de Montaña de las Fuerzas Especiales (SFAMOS) en Ft Carson, Colorado, la Escuela de Guerra de Montaña del Ejército en Jericó, Vermont, el Centro de Entrenamiento de Guerra del Norte en Black Rapids, Alaska y el Centro de Entrenamiento de Guerra de Montaña Marine Corps en Pickel Meadows, California.

### Otros países

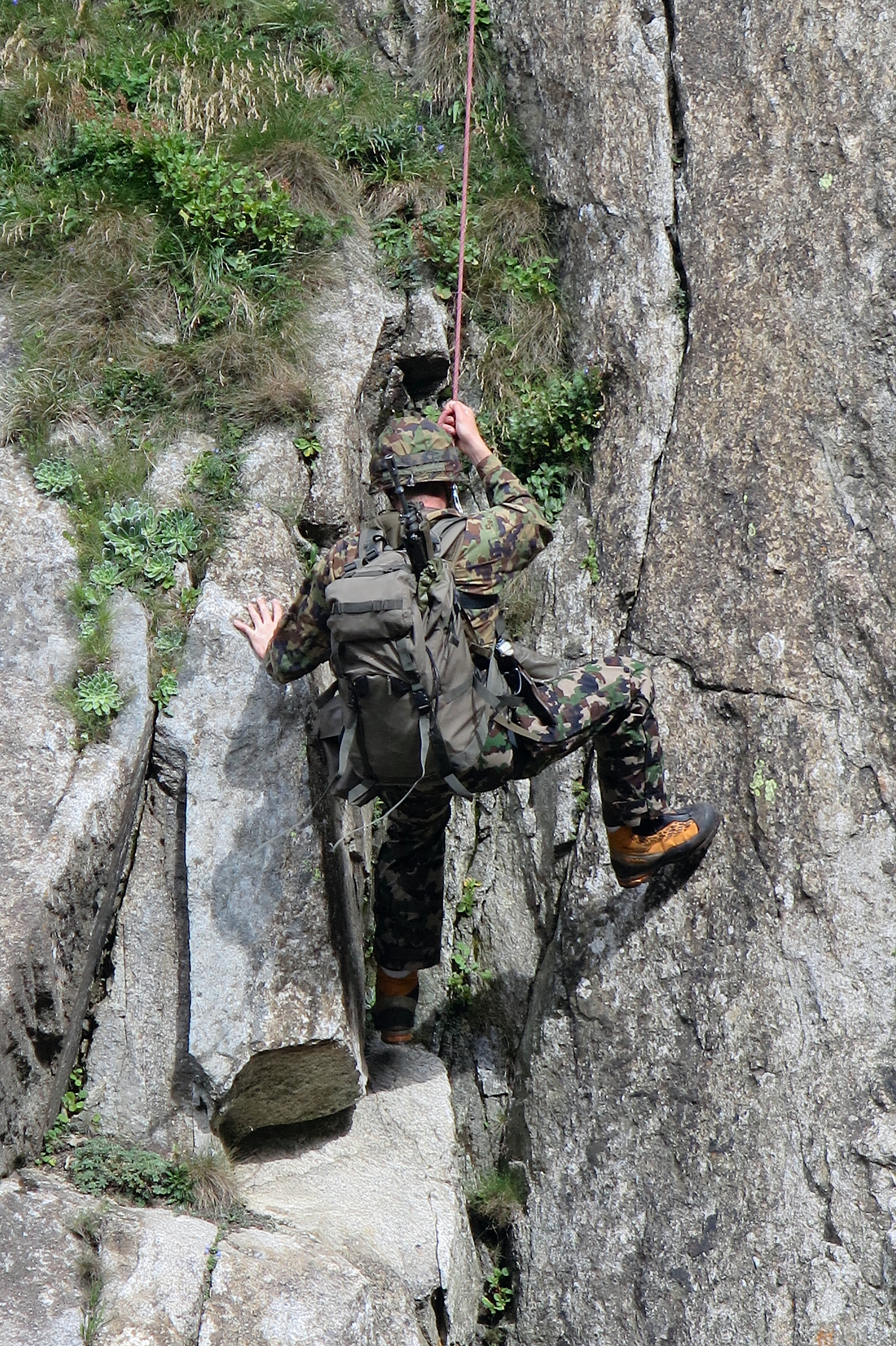
Soldado suizo abseiling en los Alpes (2014)

Actualmente los ejércitos siguientes han especializado montaña o unidades alpinas tropas:
- Argentina: Brigadas de Montaña V, VI y VIII.
- Chile: 3.ª División de Montaña.
- Guatemala: Brigada de Operaciones para Montaña.
- Grecia: Regimientos Evzones (históricos), Compañías de Asalto de Montaña (modernos).
- Países Bajos: Pelotón de reconocimiento de líder de montaña, Netherlands Marine Cuerpo, y dentro del Korps Commandotroepen, hay grupos dedicados especializados en la guerra de montaña.
- Eslovenia: 132.ª Batallón de Montaña, Centro de Multinacional de Excelencia para Montaña Warfare[5][6]
- Suiza: hay actualmente dos brigadas activas y una de reserva en el Ejército suizo: Brigata fanteria montagna 9,  Brigada d'infanterie de montagne 10 (reserva), y Gebirgsinfanteriebrigade 12.[7][8][9]

Además de los mencionados anteriormente: Armenia, China, Rusia y Ucrania también se encuentran entre las naciones que cuentan con unidades de campo especializadas en la guerra de montañas.